# Kürzestgeschichte
Die Kürzestgeschichte ist eine Form oder Gattung moderner Prosaliteratur. Es handelt sich dabei um sehr kurze Prosa von maximal zwei bis drei Seiten Länge, die bestimmte Merkmale anderer Kurzprosagattungen, wie etwa der Kurzgeschichte, in sich vereint. Kürzestgeschichten im deutschsprachigen Raum entstehen in ihrer heutigen Form in den 1950er und 1960er Jahren, sind aber von den Prosaminiaturen früherer Autoren, vor allem von denen von Robert Walser, Franz Kafka und Bertolt Brecht, beeinflusst.

## Merkmale
Die Gattung der Kürzestgeschichte ist relativ heterogen; es gibt kein Merkmal, das auf jeden einzelnen Text zutrifft. Die im Folgenden genannten Eigenschaften treten jedoch häufig auf und werden immer wieder neu kombiniert.
Ein zentrales Merkmal der Kürzestgeschichte ist die literarische Gestaltung von scheinbar unbedeutenden – thematischen wie auch sprachlichen – Einzelheiten. Hierbei wird aber nicht unbedingt, wie in der Kurzgeschichte, ein Anspruch auf Allgemeingültigkeit des Einzelfalles erhoben. Kürzestgeschichten sind nicht immer narrativ; wegen der extremen Kürze kann der Erzählstrang nur angedeutet oder gar nicht vorhanden sein. In diesen Fällen geht es eher um die Wiedergabe eines momentanen Eindrucks oder Gedankens. Ort, Zeit und Personen der Handlung sind oft nicht genau bestimmbar, sondern nur skizziert oder ganz offen gehalten.
Die Autoren von Kürzestgeschichten wendeten sich von der Nachkriegsliteratur ab, die in realistischer Schreibweise Kriegserlebnisse zu verarbeiten suchte. Stattdessen entwickeln sie einen subjektiven, psychologischeren Stil, sowohl was die Perspektive, als auch was die Wahl der Stoffe und Themen angeht. Auch satirische, surreale und groteske Elemente werden verarbeitet; die Texte haben einen experimentellen Charakter. Ein stärkeres Bewusstsein für die sprachliche Form kommt auf, was eine größere Nähe zur Lyrik bewirkt.
Nayhauss legt dar, dass das Aufkommen von nicht über sich hinausweisenden, subjektivistischen "Momentaufnahmen" sich mit der zunehmenden Vereinzelung des postmodernen Menschen und der Individualität seines Weltverständnisses begründen lasse. Ein allgemeingültiger Sinnhorizont werde aber nicht mehr wahrgenommen und könne somit auch nicht künstlerisch gestaltet werden. Die Sammlung kleiner Lebensausschnitte, die in ihrer Kombination neue Sinnzusammenhänge erschließen können, entspreche der Gegenwart eher als der Roman, der eine sinnvoll geordnete Welt in ihrer Ganzheit darzustellen versuche.

## Gattungen, aus denen sich die Kürzestgeschichte entwickelt hat
- Kurzgeschichte
- Parabel
- Kalendergeschichte
- Fabel
- Anekdote
- Witz
- Feuilleton

## Bedeutende Autoren von Kürzestgeschichten
In der deutschen Literatur sind wichtige Autoren Peter Bichsel, Heimito von Doderer, Helmut Heißenbüttel, Ror Wolf, Alexander Kluge, Franz Hohler und Günter Kunert.
Die hispanische Literatur hat viele Autoren von microrrelatos, wie etwa Augusto Monterroso, Luis Felipe Lomeli, Alejandro Córdoba Sosa, Alfredo Alamo, Santiago Eximeno und Jose Luis Zarate.
In der angelsächsischen Literatur sind Frederic Brown, Raymond Carver, Robert Coover und Sean Hill als Autoren von Flash Fiction zu beachten.
In Frankreich und in den frankophonen Ländern (Belgien und Kanada) beginnen Autoren wie Jacques Fuentealba, Régis Jauffret, Vincent Bastin, Olivier Gechter und Laurent Berthiaume, die Kürzestgeschichten (micronouvelles) zu popularisieren.
In Russland schrieb Daniil Charms avantgardistische Kürzestgeschichten.

## Quelle
- Roberta Allen: Short Shortstorys schreiben. Mit der Fünf-Minuten-Methode Kürzestgeschichten schreiben. Autorenhaus, Berlin 2018, ISBN 978-3-86671-146-4.

- Hans-Christoph Graf von Nayhauss (Hrsg.): Kürzestgeschichten. (Arbeitstexte für den Unterricht, RUB 9569). Reclam, Stuttgart 2007, ISBN 978-3-15-009569-0.
- Christine Hummel (Hrsg.): Kürzestgeschichten. (Texte und Materialien für den Unterricht, RUB 15064). Reclam, Stuttgart 2010, ISBN 978-3-15-015064-1.
- Irène Langlet, Les Echelles de bâti de la science-fiction, in Revue française de Fixxion contemporaine – Critical Review of Contemporary French Fixxion, n° 1, Micro/Macro, 2011
- Cristina Alvarez, Nouveaux genres littéraires urbains – les nouvelles en trois lignes contemporaines au sein des micronouvelles. in Atas do Simpósio Internacional : Microcontos e outras microformas, Minho (Portugal) 2011, ISBN 978-972-8063-65-8
- Ottmar Ette (Hrsg.):  Nanophilologie. Literarische Kurz- und Kürzestformen in der Romania. (mimesis – Romanische Literaturen der Welt). Max Niemeyer Verlag, Tübingen 2008, ISBN 978-3-484-97065-6.